# Virvée
La Virvée est un ruisseau français, affluent de la Dordogne, qui coule en Nouvelle-Aquitaine, dans le département de la Gironde.

## Géographie
La Virvée prend sa source à près de 60 mètres d'altitude, sur la commune de Marsas, à l'ouest du bourg.
Elle rejoint la Dordogne en rive droite, entre les communes de Cubzac-les-Ponts et Saint-Romain-la-Virvée, près du lieu-dit Routillas, 100 mètres au sud de l'autoroute A10.
Sa longueur est de 17,2 km.